# De Vicq Glacier
De Vicq Glacier är en glaciär i Antarktis. Den ligger i Västantarktis. Inget land gör anspråk på området. De Vicq Glacier ligger 688 meter över havet.
Terrängen runt De Vicq Glacier är platt söderut, men norrut är den kuperad. Terrängen runt De Vicq Glacier sluttar norrut. Trakten är obefolkad. Det finns inga samhällen i närheten.